# You Gave Me a Mountain
„You Gave Me A Mountain” (czasami nazywana „Lord, You Gave Me a Mountain”) – piosenka z 1966 roku, którą napisał piosenkarz i twórca country Marty Robbins. Muzyk nagrał ją 9 maja 1966 roku, jednak wydana została dopiero w roku 1995, na albumie kompilacyjnym Country - 1960-1966. Utwór nagrany został przez wielu artystów, lecz największy sukces przyniosła Frankie’mu Laine’owi w 1969 roku. Została zamieszczona na jego eponimicznym albumie.

## Oryginał i inne wersje
Marty Robbins nagrał utwór, i chociaż nigdy nie został wydany jako singlem, pojawił się na jego albumie z 1969 r. It's a Sin. 
Wykonawca country Johnny Bush również nagrał swoją wersję piosenki w 1969 roku.
Swoją wersję dzieła nagrał również Elvis Presley, wykonywał ją na koncertach w latach 1972–1977.
Inni artyści, którzy wykonywali utwór na żywo poza Elvisem Presleyem to Don McLean, Eddy Arnold, Ray Price, Margie Singleton, Gene Watson, Jim Nabors oraz Christer Sjögren.